# خطوط سوسوليسو الجوية الرحلة 1145
خطوط سوسوليسو الجوية الرحلة 1145 طائرة ماكدونل دوغلاس دي سي-9-32 كانت تحمل علي متنها 103 ركاب و7 من أفراد الطاقم في رحلة طيران من أبوجا إلي بورت هاركورت في 10 ديسمبر 2005 وقد تسبب قرار الطاقم لمواصلة انخفاض الارتفاع دون رؤية المطار والمدرج في الأفق وتأخير قرار الطاقم لتنفيذ إلغاء الاقتراب وتطبيق الإجراءات غير اللائقة أثناء تنفيذ الذهاب حول المطار ومواجهة الظروف الجوية السيئة مع المطب الجوي والرؤية غير المحدودة في العواصف الرعدية والأمطار كما في الوقت الذي جاءت فيها الطائرة للهبوط ولم تكن تنخفض قيمة أنوار الطائرات والمدرج ومقدمة الطائرة أصطدمت بمجاري الصرف الصحي الخرسانية مما أدى إلى تفككه واندلاع حريق وتمكن ركابان فقط من النجاة أحدهم إمراة تدعي كيهتشي أكووتشي ومات 108 شخصا من بينهم اثنين من متطوعي منظمة الاطباء بلا حدود حواء كامارا وتوماس لامي والكابتن بنيامين أديكينلي أديبايو البالغ من العمر 48 عاما والمساعد أول جيراد ياكوبو أندان البالغ من العمر 33 عاما وكذلك الداعية بيميو أودوكويا راعية ينبوع حياة الكنيسة التي ماتت في اليوم التالي للحادثة وخلال التحطم نجا 3 أشخاص ولكن بيميو أودوكويا ماتت بعد يوم واحد من الحادثة وكانت تلك ثاني كارثة طيران في نيجيريا وأول حادثة مميتة لدي تاريخ الشركة.